# Guillaume Raskin
Guillaume "Guy" Raskin (ur. 16 marca 1937 w Tongeren – zm. 16 listopada 2016 w Munsterbilzen) – belgijski piłkarz grający na pozycji środkowego obrońcy. Był reprezentantem Belgii.

## Kariera klubowa
Swoją karierę piłkarską Raskin rozpoczął w klubie Patria FC Tongeren, w którym grał w sezonie 1956/1957. W 1957 roku przeszedł do Beerschotu VAC, w którym w sezonie 1957/1958 zadebiutował w pierwszej lidze belgijskiej. W latach 1965–1967 grał w Standardzie Liège. Zdobył z nim dwa Puchary Belgii w sezonach 1965/1966 i 1966/1967. W 1967 wrócił do Beerschotu i w sezonie 1970/1971 sięgnął z nim po Puchar Belgii. W sezonie 1971/1972 występował w trzecioligowym KFC Herentals, w którym zakończył karierę.

## Kariera reprezentacyjna
W reprezentacji Belgii Raskin zadebiutował 28 lutego 1960 w wygranym 1:0 towarzyskim meczu z Francją, rozegranym w Brukseli. W swojej karierze grał w eliminacjach do MŚ 1962. Od 1960 do 1964 rozegrał w kadrze narodowej 20 meczów.